# Sừng châu Phi
Vùng đất Sừng châu Phi (có

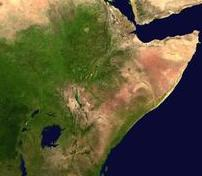
Vùng Sừng châu Phi chụp từ vệ tinh

tên gọi khác là vùng Đông Bắc Phi và đôi khi được gọi là bán đảo Somalia) là một bán đảo thuộc Đông Phi lấn ra biển Ả Rập vài trăm km và nằm dọc theo bờ phía nam của Vịnh Aden. Đó là phần cực đông của lục địa châu Phi. Sừng châu Phi còn để chỉ một vùng rộng lớn hơn bao gồm các quốc gia Djibouti, Ethiopia, Eritrea và Somalia. Vùng này rộng khoảng 2 triệu km vuông và có khoảng 130 triệu người sinh sống (2020) : (Ethiopia: 110 triệu, Somalia: 15 triệu, Eritrea: 3,5 triệu và Djibouti: 1 triệu).

## Địa lý và khí hậu

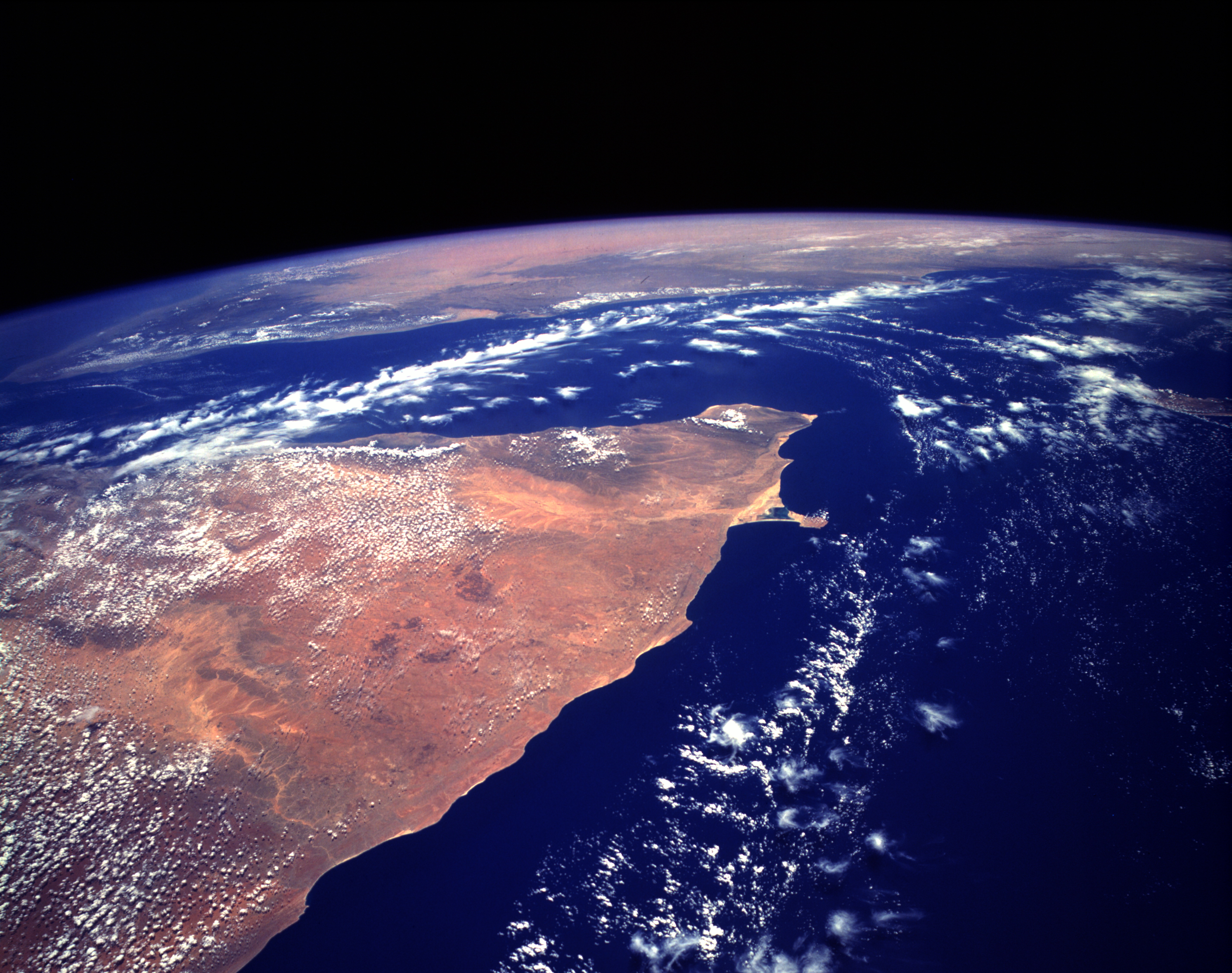
Sừng châu Phi chụp từ vệ tinh của NASA, tháng 5/1993

Vùng Sừng châu Phi nằm giữa đường xích đạo và đường chí tuyến bắc. Địa hình vùng này chủ yếu là đồi núi vây bọc xung quanh thung lũng Great Rift, một vết nứt gãy địa chất của Trái Đất kéo dài từ Thổ Nhĩ Kỳ đến Mozambique là ranh giới phân định giữa châu Phi với lòng chảo Ả Rập. Dãy núi cao nhất trong vùng là dãy Simien ở tây bắc Ethiopia. Đã từng có giai đoạn băng tuyết phủ trên các đỉnh núi ở dãy Simien và Bale, nhưng băng đã tan vào đầu thời Holocene. Các dãy núi hạ dần độ cao về phía biển Đỏ và Ấn Độ Dương. Socotra là một hòn đảo nhỏ nằm ở Ấn Độ Dương ngoài khơi Somalia được xem là một phần của châu Phi. Diện tích của đảo này là 3.600 cây số vuông và thuộc chủ quyền của Yemen, quốc gia nằm ở cực nam bán đảo Ả Rập.
Những vùng đất thấp thuộc Sừng châu Phi thường là những vùng khô cằn mặc dù có vị trí nằm gần đường xích đạo. Sở dĩ như vậy là vì gió mùa nhiệt đới cung cấp lượng mưa tương đối lớn cho xứ Sahel và Sudan thổi đến từ hướng tây. Kết quả là khi đến Djibouti và Somalia, gió mùa đã mất gần hết hơi ẩm. Cho nên ngay trong những tháng có gió mùa nhiệt đới, hầu hết vùng Sừng châu Phi vẫn có lượng mưa rất thấp. Trong khi đó, ở sườn phía tây và trung tâm Ethiopia cũng như phần cực nam của Eritrea, mưa do gió mùa rất lớn. Trong những dãy núi ở Ethiopia, rất nhiều vùng có lượng mưa hơn 2.000 mm một năm, và thậm chí vùng Asmara vẫn nhận được lượng mưa trung bình năm lên đến 570 mm. Lượng mưa này là nguồn nước ngọt duy nhất cho nhiều vùng cách xa Ethiopia, đặc biệt là cho Ai Cập, đất nước có lượng mưa thấp nhất trên Trái Đất.
Vào mùa đông, trừ vùng núi ở phía bắc Somalia, nơi mưa vào cuối mùa thu có thể đạt đến mức 500 mm, gió mậu dịch không cung cấp đủ lượng nước cần thiết cho vùng. Ở bờ biển phía đông, gió mạnh thổi song song với bờ biển khiến lượng mưa hàng năm xuống thấp đến mức 51 mm.
Bờ biển Đỏ là một trong những khu vực có nhiệt độ cao nhất trên thế giới, vào khoảng 41 °C vào tháng 7 và 32 °C vào tháng 1. Ở bờ biển phía đông, nhờ những luồng gió mạnh, thời tiết mát mẻ hơn đôi chút. Khi độ cao tăng dần, nhiệt độ giảm xuống, chẳng hạn như ở Asmara, nhiệt độ tối đa chỉ vào khoảng 20 °C và thường có sương giá vào buổi tối. Trên những đỉnh cao nhất của dãy núi Simien, nhiệt độ hiếm khi đạt đến 14 °C và có thể xuống thấp đến –10 °C vào những đêm không có mây.

## Lịch sử

### Thời cổ đại

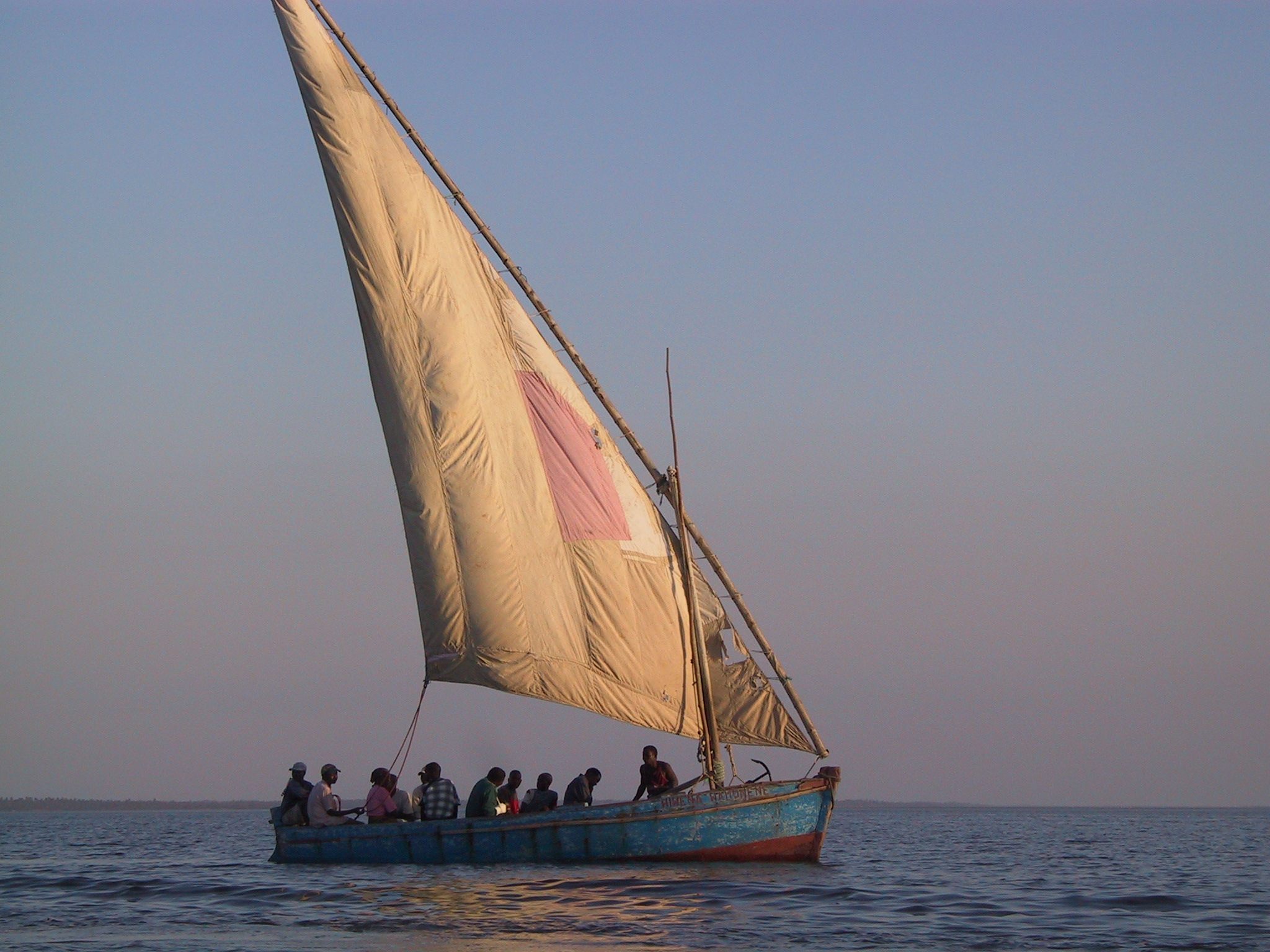
Một mẫu thuyền buồm dùng cho các chuyến đi buôn trên biển thời cổ (phục chế)

Vương quốc Askum (còn có tên khác là Axum) là một quốc gia cổ nằm ở khu vực Ethiopia, Eritrea, bắc Somalia và Yemen ngày nay. Quốc gia này phát triển và trở nên hùng mạnh trong khoảng từ thế kỷ 1 đến thế kỷ 7. Do vị trí chiến lược của vùng Sừng châu Phi, trong quá khứ quốc gia này từng nắm quyền kiểm soát biển Đỏ.
Vùng Sừng châu Phi còn nổi tiếng bởi những sản vật quý hiếm vào thời cổ đại. Các nền văn minh cổ Ai Cập, Hy Lạp và Đế quốc La Mã đã gửi những đoàn thám hiểm đến vùng này tìm kiếm trầm hương, nhựa thơm, máu rồng và thần sa để rồi đưa những hàng hóa này đến khắp nơi qua con đường hương liệu. Vì lý do đó mà người La Mã đã gọi vùng này là Regio Aromatica. Vùng đất trong huyền thoại của người Ai Cập, Punt, cũng được cho là nằm trong vùng này.
Vùng Sừng châu Phi cũng là một phần trong hệ thống các cảng biển bên bờ biển châu Phi, từ vịnh Ba Tư, góp phần hình thành nên con đường thương mại thời cổ đại trải dọc Ấn Độ Dương.

### Lịch sử hiện đại
Trong vài thập kỷ gần đây, vùng Sừng châu Phi là một trong những vùng bất ổn nhất thế giới. Ethiopia nắm giữ vị trí ưu thế ở vùng này vì nước này chiếm khoảng 85% dân số vùng. Phần lớn vùng Sừng châu Phi từng là thuộc địa của Ý: Eritrea (1880 – 1941), Somalia thuộc Ý (1890 – 1960) và Ethiopia (1936 – 1941). Đế quốc Anh chiếm giữ vùng bắc Somalia (Somalia thuộc Anh) và Pháp chiếm Djibouti (Somalia thuộc Pháp). Tuy nhiên, lịch sử của Ethiopia được đánh dấu bởi những mâu thuẫn giữa người Hồi giáo và người Thiên chúa giáo cho các nguồn tài nguyên và không gian sinh sống, cũng như giữa những người theo chủ nghĩa dân tộc và những người theo chủ nghĩa Marx-Lenin trong thời hiện đại. Những khu vực còn lại trong vùng cũng đối diện với các cuộc chiến tranh liên miên: một cuộc nội chiến nổ ra ở Somalia năm 1977, dẫn đến việc quốc gia này không có một chính quyền hợp hiến kể từ năm 1991. Sudan, với cuộc nội chiến Sudan, là một khu vực đầy bất ổn khác trong vùng. Những xung đột còn nổ ra ở Djibouti và Eritrea.
Ngoài ra, vùng này còn bị tấn công bởi các thảm họa tự nhiên như nạn hạn hán và lũ lụt, gây thiệt hại đặc biệt trầm trọng ở những vùng nông thôn. Kết quả là vùng này hiện là một trong những vùng có tỷ lệ suy dinh dưỡng cao nhất thế giới, cũng như vẫn thường xuyên bị đe dọa bởi các thảm họa nhân đạo. Từ năm 1982 đến 1992, khoảng 2 triệu người đã chết ở vùng này vì chiến tranh và nạn đói.
Vùng Sừng châu Phi, từ năm 2002, là một trong những khu vực được Hoa Kỳ, Pháp, Đức và 11 quốc gia châu Phi khác đặc biệt chú ý trong cuộc chiến tranh chống khủng bố do Hoa Kỳ phát động.

## Văn hóa và sắc tộc

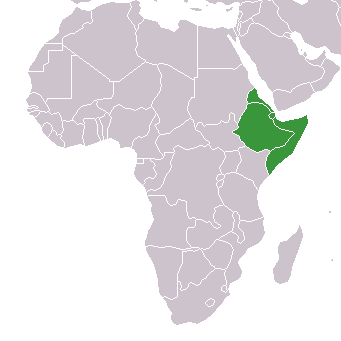
Các quốc gia thuộc vùng Sừng châu Phi

Các quốc gia thuộc vùng Sừng châu Phi có liên hệ với nhau về văn hóa. Cư dân ở đây đã sử dụng kỹ thuật cày trong nông nghiệp và nuôi lạc đà một bứu Ả Rập trong một thời gian dài. Một số nhóm sắc tộc – ngôn ngữ chính ở vùng Sừng châu Phi là:
- Ở Djibouti: người Afar và người Somalia
- Ở Eritrea: người Bilen, người Afar, người Hedareb (Beni – Amer/Beja), người Kunama (Baza), người Nara (Nialetic), người Saho (Irob), người Rashaida, người Tigre, người Tigrinya. Người Jebertis là những người Tigrinya theo đạo Hồi tự xem mình là một chủng tộc riêng, nhưng không được thừa nhận bởi các nguồn chính thức.
- Ở Ethiopia: người Amharas, người Afar, các nhóm người Agaw, người Gurage, người Hamer, người Harari (Hadere hay Adere), người Irob (người Saho theo đạo Tin lành), người Oromo, người Saho, người Sidama, người Somalia, người Tigrinya cùng nhiều nhóm sắc tộc thiểu số khác.
- Ở Somalia: người Somalia

## Kinh tế
Nhiều quốc gia trong vùng có nền kinh tế phụ thuộc vào chỉ một ngành hàng xuất khẩu duy nhất.
- Ethiopia: Cà phê chiếm 80% giá trị xuất khẩu
- Somalia: Chuối và các sản phẩm từ chăn nuôi chiếm hơn 50% tổng giá trị xuất khẩu

## Sinh thái
Vùng Sừng châu Phi là một Khu bảo tồn đa dạng sinh học của UNESCO và là một trong hai vùng khô hạn trên thế giới được nhận vinh dự đó. Tuy nhiên, vùng này hiện vẫn đang đối diện với những mối đe dọa từ con người như việc nuôi gia súc chiếm hết các đồng cỏ của động vật hoang dã hay sự phát triển quá nhanh của cơ sở hạ tầng phục vụ các sinh hoạt của con người.

### Hệ động vật

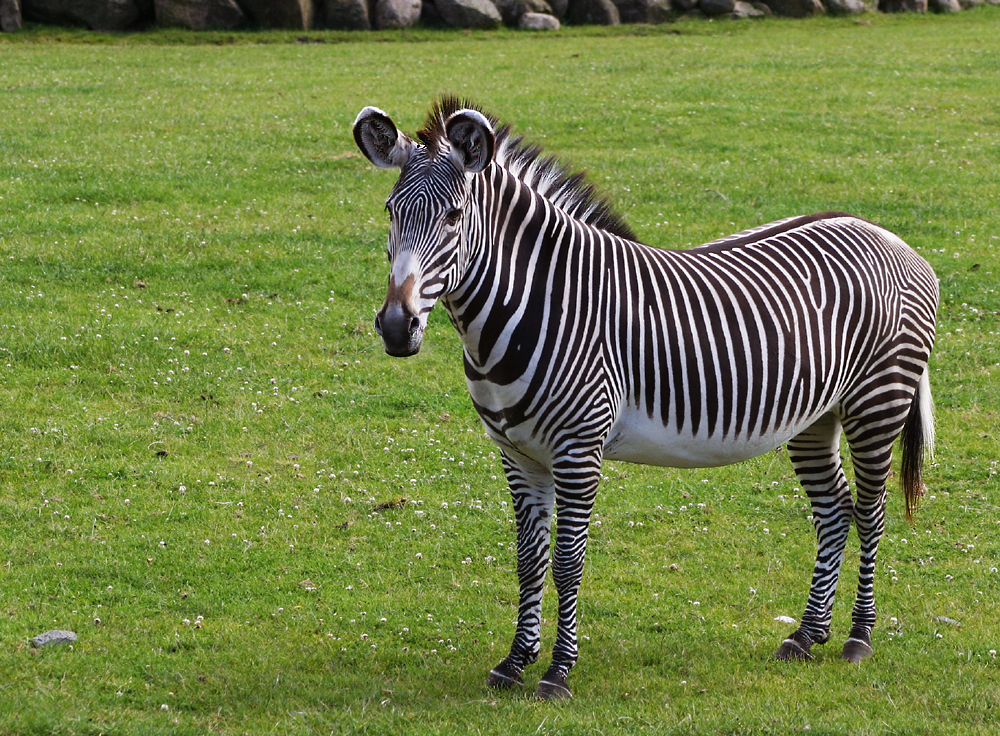
Ngựa vằn Grevy

Người ta đã tìm thấy khoảng 220 loài động vật có vú ở vùng Sừng châu Phi. Trong số những loài đang bị đe dọa tuyệt chủng có một số loài linh dương như beira, dibatag, dikdik và speke. Những loài quý hiếm khác gồm có lợn lòi sa mạc, khỉ đầu chó Hamadryas, chuột nhảy lùn và chuột răng lược Speke, đều ở Somalia. Ngựa vằn Grevy là loại động vật đặc hữu của vùng này.
Một số loài chim quan trọng ở vùng Sừng châu Phi là chim sẻ Bulo Burti, chim sẻ cánh vàng, chim hồng tước Warsangli và gà gô Djibouti.
Vùng Sừng châu Phi có nhiều loài bò sát đặc hữu hơn ở bất cứ vùng nào của châu Phi, với hơn 285 loài khác nhau (trong đó có khoảng 90 loài đặc hữu). Trong số những loài bò sát đặc hữu, có loài rắn mối Haackgreerius, các loài tắc kè Haemodracon, Ditypophis, Pachycalamus và Aeluroglena. Một nửa trong số những loài đặc hữu này chỉ có thể tìm thấy ở Socotra. Không giống như bò sát, trong vùng không có nhiều loài lưỡng cư.
Có khoảng 100 loài cá nước ngọt ở vùng Sừng châu Phi, khoảng 10 loài là đặc hữu. Trong những loài đặc hữu, đáng chú ý nhất là loài cá ngạnh sống trong các hang động ở Somalia và loài cá hang Somalia.

### Hệ thực vật
Ước tính có khoảng 500 loài cây có mặt ở vùng Sừng châu Phi, một nửa trong số đó là đặc hữu. Những loài đặc hữu nhiều nhất là ở Socotra và bắc Somalia. Vùng này có hai dòng thực vật đặc hữu: Barbeyaceae và Dirachmaceae. Trong những loài đáng chú ý nhất, có giống dưa chuột chỉ có thể tìm thấy ở Socotra (tên khoa học là Dendosicyos socotrana), loài cọ Bankoualé, loài cây quả hạch yeheb và cây hoa anh thảo Somalia.